# Сен-Лари (Жер)
Сен-Лари́ (фр. Saint-Lary) — коммуна во Франции, находится в регионе Юг — Пиренеи. Департамент — Жер. Входит в состав кантона Жегён. Округ коммуны — Ош.
Код INSEE коммуны — 32384.

## География
Коммуна расположена приблизительно в 590 км к югу от Парижа, в 80 км западнее Тулузы, в 12 км к северо-западу от Оша.

## Климат
Климат умеренно-океанический. Лето жаркое и немного дождливое, температура часто превышает 35 °С. Зимой часто бывает отрицательная температура и ночные заморозки. Годовое количество осадков — 700—900 мм.

## Население
Население коммуны на 2010 год составляло 261 человек.
| 1962 | 1968 | 1975 | 1982 | 1990 | 1999 | 2010 |
| ---- | ---- | ---- | ---- | ---- | ---- | ---- |
| 170  | 154  | 134  | 141  | 174  | 194  | 261  |

## Администрация
| Период | Период | Фамилия     | Партия | Примечания |
| ------ | ------ | ----------- | ------ | ---------- |
| 2001   | 2008   | Югет Бране  |        |            |
| 2008   | 2020   | Жакки Лафай |        |            |

## Экономика
В 2010 году среди 165 человек трудоспособного возраста (15-64 лет) 122 были экономически активными, 43 — неактивными (показатель активности — 73,9 %, в 1999 году было 78,2 %). Из 122 активных жителей работали 115 человек (59 мужчин и 56 женщин), безработных было 7 (4 мужчины и 3 женщины). Среди 43 неактивных 16 человек были учениками или студентами, 19 — пенсионерами, 8 были неактивными по другим причинам.

## Достопримечательности
- Руины замка Сен-Лари (XIII век). Исторический памятник с 1933 года[4]
- Галло-романская башня. Исторический памятник с 1875 года[5]